# Hebe dartonii
Hebe dartonii é uma espécie de planta do gênero Hebe.